# مايكي نيومان
مايكي نيومان (من مواليد 16 أبريل 1982) هو صانع محتوى في يوتيوب وكاتب ألعاب فيديو أمريكي. وهو معروف بقناة FilmJoy التي تستضيف سلسلة النقد السينمائي أفلام مع ميكي. يحتفل المسلسل بالعناصر الإيجابية للأفلام، وقد تم ترشيحه لجائزة سلسلة المعلومات المتميزة أو جائزة إيمي الخاصة في عام 2017.
قبل عمله على يوتيوب، عمل نيومان في صناعة ألعاب الفيديو كمدير إبداعي وفي ألعاب من بينها إخوة في السلاح و بوردرلاندز و بوردرلاندز 2. عمل في شركة جيربوكس لمدة 16 عاماً، وحصل في النهاية على لقب "البطل الإبداعي الرئيسي" قبل أن يغادر الشركة بسبب مشاكل صحية.

## الأعمال
| سنة  | لعبة                               | دور                                   |
| ---- | ---------------------------------- | ------------------------------------- |
| 2005 | إخوة في السلاح: الطريق إلى التل 30 | كاتب؛ صوت العريف سام كوريون           |
| 2005 | إخوة في السلاح: حصلوا على الدم     | كاتب ومخرج قصة؛ صوت العريف سام كوريون |
| 2007 | إخوة في السلاح: طريق الجحيم السريع | كاتب؛ صوت العريف سام كوريون           |
| 2009 | بوردرلاندز                         | كاتب؛ صوت سكوتر                       |
| 2012 | بوردرلاندز 2                       | كاتب مشارك ومدير إبداعي؛ صوت السكوتر  |
| 2013 | إلينس:كولونيال مارينيس             | كاتب                                  |
| 2013 | ليلة البوكر 2                      | صوت ستيف اللصوص                       |
| 2014 | حكايات من المناطق الحدودية         | سكوتر                                 |